# 1693 en musique classique
| \| • Retour à la chronologie générale de la musique classique • \| |
| Grèce • Rome • Haut Moyen Âge • VIIIe siècle • IXe siècle • Xe siècle • XIe siècle XIIe siècle • XIIIe siècle • XIVe siècle • XVe siècle • XVIe siècle • XVIIe siècle XVIIIe siècle • XIXe siècle • XXe siècle • XXIe siècle |
| • Retour à la chronologie générale de la musique classique • |

| Années en musique classique : 1690 - 1691 - 1692 - 1693 - 1694 - 1695 - 1696    |
| Décennies en musique classique : 1660 - 1670 - 1680 - 1690 - 1700 - 1710 - 1720 |

## Événements
- 5 juin : Didon, opéra-ballet de Henry Desmarest.
- 4 décembre : Médée, tragédie lyrique de Marc-Antoine Charpentier sur un livret de Thomas Corneille, est jouée au Palais-Royal.
- Alcide, tragédie lyrique de Marin Marais.
- Basilius, opéra de Reinhard Keiser.

## Naissances
- 28 janvier : Gregor Joseph Werner, compositeur autrichien († 3 mars 1766).
- 8 août : Laurent Belissen, compositeur français († 15 juillet 1762).

Date indéterminée :
- Louis Lemaire, compositeur français († ca 1750).

## Décès
- 13 février : Johann Kaspar Kerll, compositeur et organiste allemand (° 9 avril 1627).
- 13 juillet : Cataldo Amodei, compositeur italien (° 6 mai 1649).
- 28 août : Johann Christoph Bach II, musicien allemand (° 22 février 1645).
- 24 septembre : Pavel Josef Vejvanovský, compositeur et trompettiste tchèque (° entre 1633 et 1639).